# 中国社会科学院俄罗斯东欧中亚研究所
中国社会科学院俄罗斯东欧中亚研究所是中华人民共和国的一家俄罗斯东欧中亚问题研究机构，成立于1965年6月，是中国社会科学院的直属研究单位。

## 历史沿革
研究所先后采用苏联研究所、苏联东欧研究所、东欧中亚研究所等名称，2002年10月改为现名。